# Élections générales espagnoles de 1869
 (avril 2023).
Si vous disposez d'ouvrages ou d'articles de référence ou si vous connaissez des sites web de qualité traitant du thème abordé ici, merci de compléter l'article en donnant les références utiles à sa vérifiabilité et en les liant à la section « Notes et références ».

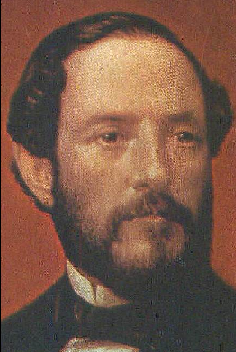
Juan Prim.

Les élections générales espagnoles de 1869 sont les élections à Cortès constituantes célébrées en Espagne le 15 janvier 1869, au suffrage universel masculin.
Ils s'agit des premières élections après la révolution de 1868, dirigée par les généraux Juan Prim et Francisco Serrano Domínguez, qui conduit au renversement d'Isabelle II et à la fin du gouvernement de Narváez, chef du Parti modéré. Elles sont réalisées pendant le gouvernement provisoire de 1868-1871, première période du sexennat démocratique.

## Présentation
L'enjeu des élections est l'attribution sièges de 352 députés de la métropole, ainsi que 11 pour Porto Rico et 18 pour Cuba.
Les élections sont remportées par la coalition monarchiste dirigée par le général Prim, composée du Parti progressiste, de l'Union libérale et des démocrates cimbrios. Le secteur républicain majoritaire du Parti démocratque, refondé sous le nom de Parti républicain démocratique fédéral, dirigé par Francisco Pi y Margall, Nicolás Salmerón et Emilio Castelar, obtient un bon résultat. En revanche, les carlistes n'obtiennent pas les résultats escomptés.
Le démocrate « cimbrio » Nicolás María Rivero est nommé président du Congrès des députés ; il est remplacé le 18 janvier 1870 par le progressiste Manuel Ruiz Zorrilla.
Au cours de la législature, le chef du gouvernement est le général Prim jusqu'à son assassinat le 27 décembre 1870, après avoir obtenu l'approbation de la Constitution de 1869 (à 214 voix contre 55) et l'élection d'Amédée Ier comme roi d'Espagne. L'amiral Juan Bautista Topete et Serrano gèrent ensuite le gouvernement jusqu'à la convocation de nouvelles élections en mars 1871.

## Résultats au congrès
| ← Élections générales du 15 janvier 1869 →                                                         |        |                             |
| Parti                                                                                              | Sièges | Leader                      |
| Coalition progressiste-libérale : - Parti progressiste - Union libérale - Démocrates cimbrios (es) | 236    | Juan Prim                   |
| Parti républicain démocratique fédéral                                                             | 85     | Francisco Pi y Margall      |
| Communion catholico-monarchiste                                                                    | 20     | Charles de Bourbon          |
| Indépendants de droite                                                                             | 3      | José Ramón Bugallal y Muñoz |
| Autres                                                                                             | 8      |                             |